# كمبر يانسي
كمبر يانسي (بالإنجليزية: Kemper Yancey)‏ هو مدير فني أمريكي، ولد في 2 يونيو 1887 في هاريسونبورغ في الولايات المتحدة، وتوفي في 17 فبراير 1957 في ريتشموند في الولايات المتحدة.